# 玉女芋螺
玉女芋螺（学名：Conus virgo），是新腹足目芋螺科芋螺属的一种。主要分布于新加坡、马来西亚、印度尼西亚、中国大陆、台湾，常栖息在低潮线以下。